# Chuchi Cos
Jesús Gómez Cos (Maliaño, Cantabria, 26 de octubre de 1968), más conocido como Chuchi Cos, es un exfutbolista y entrenador español.

## Trayectoria
En su época como jugador militó en las filas del Barakaldo, Xerez, Numancia, Pontevedra, Noja y Tropezón.
Empezó entrenando en la temporada 2001-02 al Palamós Club de Fútbol.
A mediados de la temporada siguiente entrena al Racing de Santander. Con este equipo debuta en los banquillos de la Primera división de la liga española de fútbol el 26 de enero de 2003 en el partido Osasuna 3 - 1 Racing.
En 2003 ficha por el Deportivo Alavés. Con este equipo consigue el ascenso a Primera División en la temporada 04-05. Después de ascender con el Alavés, dimite para trabajar como asesor del presidente Dmitry Piterman y empieza a entrenar al equipo Rafael Monfort. Pero tras un solo mes, este es destituido y Chuchi Cos vuelve al banquillo, aunque también terminaría siendo cesado, si bien de una forma más amistosa, ya que luego volvería a ser el entrenador del equipo.
Fue nuevamente despedido del Alavés por Piterman el 8 de enero de 2007, quien lo sustituye por Fabri.
Chuchi Cos ha sido siempre el entrenador preferido de Dmitry Piterman, ya que ha entrenado a todos los equipos en los que el ucraniano-estadounidense ha sido presidente.

### Como jugador
| Club          | País   | Año       |
| ------------- | ------ | --------- |
| Barakaldo CF  | España | ¿?-1993   |
| Xerez CD      | España | 1993-1995 |
| CD Numancia   | España | 1995-1996 |
| Pontevedra CF | España | 1996-1998 |
| SD Noja       | España | 1998-2000 |
| CD Tropezón   | España | 2000-2001 |

### Como entrenador
| Club                | País   | Año       |
| ------------------- | ------ | --------- |
| Palamós CF          | España | 2002-2003 |
| Racing de Santander | España | 2003      |
| Deportivo Alavés    | España | 2004-2007 |

- Datos: Q5768378